# (4335) Verona
(4335) Verona es un asteroide perteneciente al cinturón de asteroides, descubierto el 1 de noviembre de 1983 por el equipo del Observatorio de Cavriana desde el Observatorio de Cavriana, Italia.

## Designación y nombre
Designado provisionalmente como 1983 VC7. Fue nombrado Verona en homenaje a la ciudad italiana de Verona fundada en el siglo IV a. C., situada a los pies de los Alpes. La obra de Shakespeare "Romeo y Julieta" transcurre en Verona, que es también la ciudad donde nacieron y crecieron los tres descubridores del asteroide, Luciano Lai, Ivano Rocchetti y Giordano Vesentini.

## Características orbitales
Verona está situado a una distancia media del Sol de 2,211 ua, pudiendo alejarse hasta 2,699 ua y acercarse hasta 1,723 ua. Su excentricidad es 0,220 y la inclinación orbital 3,103 grados. Emplea 1201 días en completar una órbita alrededor del Sol.

## Características físicas
La magnitud absoluta de Verona es 13,4. Tiene 5,15 km de diámetro y su albedo se estima en 0,2418.